# 生きる (1981年のテレビドラマ)
『生きる』（いきる）は、1981年（昭和56年）4月16日から9月24日にテレビ朝日で放映された高橋英樹主演のテレビドラマ。全22回。

## 概要
雑誌記者・須藤大三は妻を5年前に亡くし、心臓障害で20歳までもたないという小学五年生の娘と二人暮し。
その須藤の目を通してさまざまな社会問題を見つめていくドラマ。

## キャスト
- 須藤大三…高橋英樹
- 須藤あゆみ…仙道敦子
- 悟…風間杜夫
- 五郎…水島涼太
- 山本ゆか里
- 森（あゆみの担任の先生）…村地弘美
- 小山明子
- 白石奈緒美
- 佐々木すみ江
- 保…井川比佐志
- 章…北村和夫

## スタッフ
- 音楽：桑原研郎
- 制作：東映、テレビ朝日

## 放映リスト
| 話数 | 放送日         | サブタイトル                             | 脚本       | 演出     | ゲスト                                    |
| ---- | -------------- | ---------------------------------------- | ---------- | -------- | ----------------------------------------- |
| 1    | 1981年 4月16日 | 逃げられない十字架                       | 本田英郎   | 山内和郎 | 長内美那子                                |
| 2    | 1981年 4月23日 | セプテンバーセックス                     | 長谷川公之 | 山内和郎 | 内田朝雄、田代信子、下條正巳、菅井きん    |
| 3    | 1981年 4月30日 | 東京サバク 衝動殺人事件                  | 本田英郎   | 大井素宏 | 津山栄一                                  |
| 4    | 1981年 5月7日  | うしなわれた休日                         | 本田英郎   | 山内和郎 | 有馬昌彦                                  |
| 5    | 1981年 5月14日 | コインロッカーに赤ん坊をすてた女         | 西沢裕子   | 大井素宏 | 熊谷美由紀、火野正平                      |
| 6    | 1981年 5月21日 | ある日突然に････職場殺人事件             | 長谷川公之 | 大井素宏 | 小野武彦、佐藤輝昭                        |
| 7    | 1981年 5月28日 | クリスタルスキャンダル 女子大生の情事    | 長谷川公之 | 川田方寿 | 泉じゅん、渡辺文雄                        |
| 8    | 1981年 6月4日  | ベビーホテル････この赤ちゃんの叫び       | 本田英郎   | 川田方寿 | 市原悦子、小池朝雄                        |
| 9    | 1981年 6月11日 | ベビーホテル････女経営者の衝撃の過去     | 本田英郎   | 川田方寿 | 松坂慶子、渡瀬恒彦、草笛光子              |
| 10   | 1981年 6月18日 | 死に急ぐ子ら････女子中学生集団リンチ事件 | 長谷川公之 | 山内和郎 | 山田吾一、鮫島久美                        |
| 11   | 1981年 6月25日 | マイスイートホーム････サラ金地獄一家心中 | 西沢裕子   | 山内和郎 | 長谷川明男、長谷川真弓、小島三児          |
| 12   | 1981年 7月2日  | 紫色の秘密････家出妻と父子家庭           | 長谷川公之 | 大井素宏 | 川辺久造、下元勉                          |
| 13   | 1981年 7月9日  | 厳しくても愛････女教師暴行事件           | 長谷川公之 | 山内和郎 | 有吉ひとみ、大川内靖                      |
| 14   | 1981年 7月16日 | 華麗なるテニスママ・その秘められた私生活 | 本田英郎   | 大井素宏 | 渥美国泰、夏桂子、上村香子                |
| 15   | 1981年 7月23日 | 赤ちゃんあっせん事件                     | 西沢裕子   | 大井素宏 | 小沢栄太郎、樋口和子                      |
| 16   | 1981年 7月30日 | 結婚詐欺師にだまされた女                 | 西沢裕子   | 川田方寿 | 藤岡琢也、岩本多代、 森田はるか、神田橋満 |
| 17   | 1981年 8月6日  | ある失踪 ノーパン喫茶ガールの謎          | 長谷川公之 | 山内和郎 | 水島美奈子                                |
| 18   | 1981年 8月27日 | かあさん！中国残留孤児とその母           | 本田英郎   | 大井素宏 | 神保共子、文野朋子                        |
| 19   | 1981年 9月3日  | トルコ嬢殺人事件                         | 本田英郎   | 川田方寿 | 永島暎子、片桐夕子                        |
| 20   | 1981年 9月10日 | 危険なジョギングデート                   | 佐藤五月   | 大井素宏 | 内田稔、滝川昌良、山本みどり              |
| 21   | 1981年 9月17日 | ある殺意 親と子の闘争                    | 山内久     | 山内和郎 | 寺田農、松本潤子、和田求由                |
| 22   | 1981年 9月24日 | 死の宣告・限りある命を！                 | 長谷川公之 | 山内和郎 | 石田英二                                  |

## 主題歌
- 主題歌「風の中の愛」（作詞：たかたかし、作曲：桑原研郎、編曲：京建輔、歌：高橋英樹）
- 挿入歌「ありがとうパパ」（歌：高橋英樹・仙道敦子）

## 備考
| テレビ朝日系 木曜22時台      | テレビ朝日系 木曜22時台 | テレビ朝日系 木曜22時台 |
| 前番組                       | 番組名                  | 次番組                  |
| ---------------------------- | ----------------------- | ----------------------- |
| 加山雄三のブラック・ジャック | 生きる                  | 新・海峡物語            |